# Orchestra da camera di Losanna
L'Orchestra da camera di Losanna (OCL, Orchestre de Chambre de Lausanne) è un'orchestra da camera svizzera con sede a Losanna, in Svizzera.

## Descrizione
Come partner dell'Opera di Losanna, l'OCL appare regolarmente nella fossa dell'orchestra durante la stagione lirica. L'OCL è anche la prima orchestra svizzera a ingaggiare un compositore in residenza ogni due anni. Nell'ambito della sua missione di promuovere la musica tra i giovani ascoltatori, l'orchestra offre numerosi concerti per famiglie e scuole e collabora regolarmente con istituzioni musicali di alta cultura della città (la Haute Ecole de Musique de Lausanne e la Haute Ecole de Théâtre de Suisse Romande).
L'OCL è sovvenzionata dalla città di Losanna e dal Cantone di Vaud ed è membro dell'Associazione Svizzera delle Orchestre Professionali. La maggior parte dei suoi concerti sono registrati dalla stazione radio Espace 2 di Losanna, suo partner privilegiato sin dai suoi inizi, e a disposizione del pubblico per l'ascolto su richiesta.
L'OCL esegue circa 100 concerti ogni stagione presso la Salle Métropole di Losanna, la sua sede di residenza, ma anche in tutta la Svizzera e all'estero. Il gruppo viene regolarmente ascoltato al Théâtre des Champs-Élysées e alla Salle Pleyel a Parigi, all'Alte Oper di Francoforte, all'Accademia Nazionale di Santa Cecilia a Roma, al Musikverein di Vienna ed anche ai festival come il BBC Proms a Londra, il Festival George Enescu di Bucarest e il Rheingau Musik Festival.
Dal 2024, direttore esecutivo è Dominique Meyer.

## Storia
Fondata nel 1942 da Victor Desarzens, la OCL ha collaborato con eminenti artisti internazionali come i direttori Ernest Ansermet, Günter Wand, Paul Hindemith, Charles Dutoit, Neeme Järvi e Jeffrey Tate, nonché con solisti come Isaac Stern, Radu Lupu e Martha Argerich. Nel corso dei suoi quasi 70 anni di esistenza l'orchestra è stata guidata da soli sei direttori artistici: Victor Desarzens (1942-1973), Armin Jordan (1973-1985), Lawrence Foster (1985-1990), Jesús López Cobos (1990 -2000), Christian Zacharias (2000-2013), Joshua Weilerstein (2014-2021) e Renaud Capuçon (dal 2021).

## Registrazioni
L'ampia discografia della OCL ha ricevuto molti elogi dalla stampa internazionale. La registrazione completa dei Concerti per pianoforte di Mozart, eseguita e diretta da Christian Zacharias per l'etichetta tedesca MDG, ha ricevuto oltre 40 premi e riconoscimenti internazionali. Più recentemente è stata avviata una nuova collaborazione con Outhere Music: una rimarchevole registrazione dei Concerti per clarinetto completi di Louis Spohr eseguiti e diretti da Paul Meyer nel 2012 è stata seguita da un disco di Schönberg con Heinz Holliger pubblicato nell'autunno del 2013.
Negli anni '70 la Philips (ora Decca) registrò un certo numero di opere di Haydn con Antal Doráti come direttore, come segue:
- La fedeltà premiata (1975): Lucia Valentini Terrani, Frederica von Stade, Ileana Cotrubaș, Luigi Alva
- La vera costanza (1976): Jessye Norman, Helen Donath, Claes-Håkan Ahnsjö, Domenico Trimarchi
- Orlando Paladino (1977): Arleen Auger, Elly Ameling, Claes-Håkan Ahnsjö, Domenico Trimarchi
- L'isola disabitata (1977): Linda Zoghby, Norma Lehrer, Luigi Alva, Renato Bruson
- Il mondo della luna (1978): Arleen Auger, Edith Mathis, Frederica von Stade, Domenico Trimarchi
- Armida (1978): Jessye Norman, Claes-Håkan Ahnsjö, Norma Burrowes, Samuel Ramey
- L'incontro improvviso (1979–80): Claes-Håkan Ahnsjö, Margaret Marshall, Della Jones, Benjamin Luxon
- L'infedeltà delusa (1981): Edith Mathis, Barbara Hendricks, Michael Devlin, Claes-Håkan Ahnsjö

Queste registrazioni sono state ri-pubblicate nel 2009 come DECCA 4781776.

## Direttori artistici
- Victor Desarzens (1942–1972)
- Armin Jordan (1973–1985)
- Lawrence Foster (1985–1990)
- Jesús López-Cobos (1990–2000)
- Christian Zacharias (2000–2013)
- Joshua Weilerstein (2014–2021)
- Renaud Capuçon (dal 2021)